# Teleki Sámuel (kancellár)

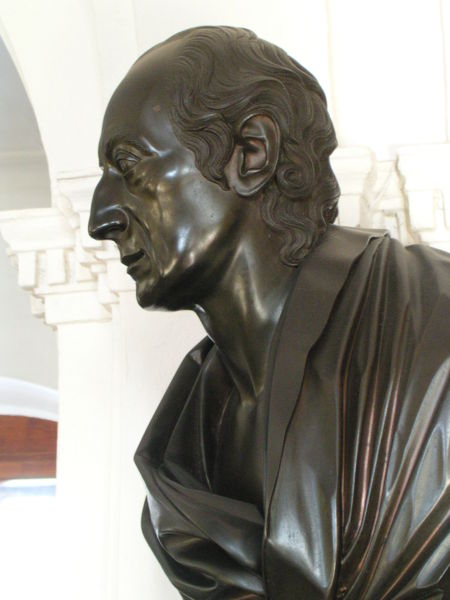
Teleki Sámuel mellszobra a marosvásárhelyi Teleki Tékában

Széki gróf Teleki Sámuel (Gernyeszeg, 1739. november 17. – Bécs, 1822. augusztus 7.) erdélyi kancellár.

## Életpályája
Teleki Sándor (1679–1754) gróf tordai főispán, guberniumi tanácsos és petki Nagy Zsuzsánna fia, a nagy Teleki Mihály (1634–1690) unokája. Kilencéves volt, amikor édesanyját elvesztette. Gyermekéveit a Fehér megyei Celnán töltötte. Édesapja mellett korán bekapcsolódott a család gazdasági ügyeinek intézésében, emellett a korban szokásos latin nyelv és hittan mellett némi természettudományos oktatásban is részesült. Az apa 1754-ben bekövetkezett halála miatt Teleki Sámuel taníttatása tizenöt éves korában abbamaradt.
Három év múlva azonban utazási engedélyért folyamodott Mária Teréziához, hogy külföldi tanulmányokat folytasson. Noha a hétéves háború miatt az udvar korlátozásokat léptetett életbe, Teleki Sámuel, valamint unokaöccse, Teleki József és Ádám, a későbbi dobokai főispán az elsők között kapták meg a jóváhagyást. Az utazás 1759. november 7-től 1763. november 17-ig tartott. Az utazás kezdetén anyanyelvén kívül még csak latinul tudott, hamarosan elsajátította a német és francia nyelvet is.
1760 januárjában érkezett Bázelbe, ahol Daniel és Jean Bernoullinál (1710–1790) matematikát, Jakob Christoph Becknél egyetemes történelmet, Johannes Rudolph Iselinnél jogtudományt és Abel Socinnál elektromosságtant tanult. 1761. június 14-én Hollandiába indult, ahol az utrechti és leideni egyetem előadásait látogatta. Tanárai ebben az időszakban Petrus Wesseling történész és filozófus, Christoph Saxe klasszika-filológus és Johan David Hahn természettudós voltak. Utazásának végén öt hónapot töltött Párizsban, ahol kapcsolatba került a neves matematikus Alexis Claud Clairaut-val és a fizikus Charles-Marie de La Condamine-nel.

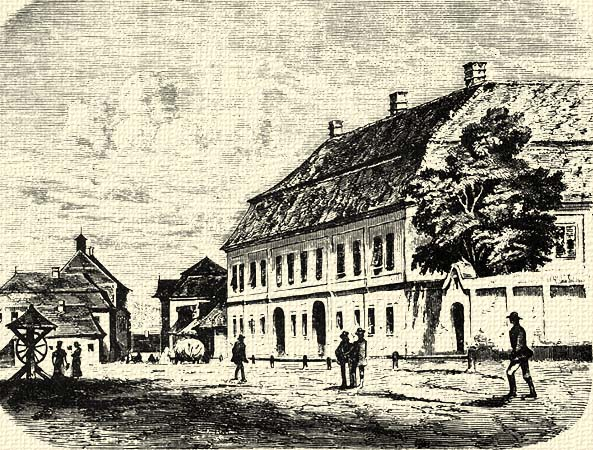
A Teleki–Bolyai Könyvtár 1868-ban

1763-ban májusában Bázel érintésével hazafelé indult. Útközben felkereste a városok tudósait, könyvkereskedőit és könyvtárosait; eddigre már szakértő bibliofillá képezte magát és számos könyvet hozott magával, amelyek később a marosvásárhelyi téka alapját képezték.
1763 végén hazatérve sárdi birtokán telepedett le. 1765-ben eljegyezte Bánffy Ágnest, azonban a leány apja, Bánffy Dénes (felhetetőleg a bécsi udvar segítségével) megakadályozta a református főúr és az apja katolikus vallására térített lány házasságát. 1768-ban eljegyezte gróf iktári Bethlen Zsuzsannát, Bethlen Domokos és Wesselényi Mária lányát, akit 1770. február 19-én nőül is vett. Házasságukból 1771 és 1787 között kilenc gyermek született, akik közül csak hárman (Domokos, Mária és Ferenc) érték meg a felnőttkort.
Mária Terézia alatt királyi kamarás lett, azután küküllői főispán és erdélyi kormányszéki tanácsos; II. József császár alatt belső titkos tanácsos, 1784–90-ig királyi biztos az akkor alkotott nagyváradi kerületben, Szabolcs, Békés, Arad, Csanád, Csongrád megye főispáni helytartója, a hajdú kerületben főkapitányi helyettes, Bihar megyének 1785. július 16-ától 1787-ig főispánja, 1787-től az egyesített Magyar és Erdélyi Udvari Kancellária alkancellárja és Máramaros vármegye főispánja. 1791-ben II. Lipót erdélyi főkancellárrá nevezi ki. 1791. július 5-étől Biharmegye főispánja), 1808-tól a Szent István-rend nagykeresztese, a göttingeni, varsói, jénai tudományos akadémiák tiszteletbeli tagja.
Minden hivatali elfoglaltsága mellett, egész életén át gyűjtötte a könyveket, amelyeket a köz használatára szánt. Erre a célra alakította ki 1802-ben a marosvásárhelyi gazdag Teleki-könyvtárt, amely már 1816-ban 36 000 kötetet foglalt magában. A könyvtárt 1753-ban kezdte gyűjteni; erre és az iskolákra Kazinczy szerint nyolcszázezer forintnál többet elköltött. E könyvtárt családi hitbizományként hagyta örököseire, úgy hogy azt a könyvtári szabályok betartása mellett a közönség is használhassa. A könyvtár katalógusát is kiadta három vastag kötetben és egy jeles előbeszéddel látta el. Neje szintén könyvgyűjtő volt, aki magyar könyvgyűjteményét végrendeletében a férje könyvtárához kapcsolta.
Teleki Sámuel érdeme Janus Pannonius műveinek első kritikai kiadása, amelyhez egykorú kéziratokat és tizenhárom másik kiadást vetett össze. (A két kötetes munka 1784-ben Utrechtben jelent meg).
Munkája: Bibliotheca Samuelis S. R. I. Com. Teleki de Szék. Pars I. & II. Viennae, 1796., 1800. Pars Prima Pars Secunda Pars III. Cum Catalogo librorum Hungar. conjugis desideratissimae Susannae com. Bethlen de Iktár, Accedunt Supplementa Catalogi Partes I. et II. Uo. 1811. Pars IV. novas accessiones ad tres priores partes complexa. Uo. 1819.
Levelei: Kovásznai Sándorhoz, Szeben, 1783. nov. 13. (Figyelő XXVI. 1889.); Kazinczy Ferenchez. Bécs 1790. febr. 17. (Kazinczy Levelezése II. 34. l.); testamentoma (M. Sajtó 1857. 105., 106. sz.).
Kéziratban sok levele maradt a Magyar Tudományos Akadémia levéltárában, Marosvásárhelyt és a br. Wesselényi-féle görcsöni levéltárban (19 db).
Nevét viseli a Teleki-virág (Telekia speciosa).

## Műveinek újabbkori kiadásai
- Teleki Sámuel és a Teleki-téka; vál., bev., jegyz. Deé Nagy Anikó; Kriterion–Európa, Bukarest–Bp., 1976 (Téka)
- Teleki Sámuel albuma; tan. Jankovics József, függelék Font Zsuzsa; JATE, Szeged, 1991 (Peregrinatio Hungarorum)
- Teleki Sámuel levelezése világhírű tudósokkal; bev., összeáll., ford. Weszely Tibor; Appendix, Marosvásárhely, 2003
- Teleki Sámuel peregrinációs naplója; sajtó alá rend., bev. Deé Nagy Anikó; Kriterion, Kolozsvár, 2020
- Musis patriis... Tanulmányok Teleki Sámuel halálának 200. évfordulójára; szerk. Bányai Réka, Kimpián Annamária; Teleki Téka Alapítvány, Marosvásárhely, 2024